# Главное лесное управление Финляндии
Главное лесное управление Финляндии (фин. Metsähallitus) — государственное учреждение Финляндии, управляющее 12 миллионами гектаров лесных и водных государственных лесов и внутренних вод, что составлаяет примерно треть всей территории страны. Большая часть угодий Главного лесного управления находится в восточной и северной частях страны. Одной из главных целей управления является то, чтобы использование этих угодий шло на пользу населению Финляндии.
Здание Главного лесного управления с 1991 года находится в городе Вантаа, район Тиккурила.

## Особенности деятельности
В дополнению к управлению лесными и водными угодьями за счёт налоговых поступлений Главное лесное управление осуществляет в них экономическую деятельность. Они включают в себя организацию туристско-экскурсионного обслуживания, содержание кемпингов и т.д., что должно способствовать сохранению природы и в то же время организации отдыха в государственных лесах и внутренних водах.  
В ведении Главного лесного управления находятся все 37 национальных парков Финляндии. Национальные парки посещает ежегодно примерно 1,5 миллиона туристов. Площадь подчинённых главному управлению охраняемых территорий составляет примерно 1,6 млн. га. Кроме этого, управление осуществляет контроль за деятельностью в других охраняемых территориях, площадь которых составляет около 7 млн. га.

## История
В ходе индустриализации росли заготовки древесины, что потребовало усиления государственного контроля, с целью чего и было создано нынешнее Главное лесное управление, первоначально в составе Землеустроительного комитета. В отдельное ведомство выделено в 1863 году для контроля над лесами Короны. В 1908 году преобразовано в Национальное управление лесного хозяйства, в ведение которого было передано лесное хозяйство, лесные школы, а также охота и рыболовство на государственных землях. После обретения независимости функции оставались теми же до 1994 года, когда из состава управления было выделено ведомство, отвечающее за лесную промышленность. 

## Внешние ссылки
- Metsähallituksen verkkosivut

- Metsävaltio, Metsähallitus ja Suomi -kirjan arvostelu